# Takeshi Okada
Takeshi Okada (jap. 岡田 武史, Okada Takeshi; * 25. August 1956 in Osaka) ist ein ehemaliger japanischer  Fußballspieler und heutiger -trainer.

## Spielerlaufbahn
Takeshi Okada begann das Fußballspielen an der Tennōji-Oberschule der Präfektur Osaka (Ōsaka-furitsu Tennōji kōtō-gakkō) und stand während seiner Studienzeit im Team der Waseda-Universität. Nach Abschluss seines Studiums schloss er sich der Werksmannschaft Furukawa Denki Kōgyō (engl. Furukawa Electric) an. Mit Furukawa Electric gewann Okada im Jahr 1986 die Japanische Meisterschaft, sowie den Asienpokal der Landesmeister. 1990 beendete Takeshi Okada seine aktive Karriere bei Furukawa nach 189 Ligaspielen, bei denen er neun Tore erzielte.
Von 1980 bis 1985 bestritt Okada 24 Spiele für die japanische Fußballnationalmannschaft.

## Trainerlaufbahn
Im Anschluss an seine aktive Karriere ging Takeshi Okada 1992 nach Deutschland um eine Trainerausbildung zu machen. Nach seiner Rückkehr arbeitete er zunächst bei JEF United Ichihara Chiba, dem Nachfolgeverein von Furukawa Electric, als Co-Trainer, bevor er 1995 Assistenztrainer des Japanischen Nationalteams wurde und 1997 den Cheftrainer Shū Kamo ablöste. Er qualifizierte sich mit Japan für die Weltmeisterschaft 1998 in Frankreich, wo seine Mannschaft jedoch sieglos in der Gruppe mit Argentinien, Kroatien und Jamaika ausschied.
Nach der Weltmeisterschaft übernahm er Consadole Sapporo und führte die Mannschaft im Jahr 2000 in die J. League Division 1, die höchste Spielklasse Japans. Seine größten Erfolge als Trainer feierte er mit den Yokohama F. Marinos, die er von 2003 bis 2006 betreute, und mit denen er die Japanische Meisterschaft 2003 und 2004 gewann.
Als der bisherige Nationaltrainer Japans, Ivica Osim, sein Amt aufgrund eines Schlaganfalls im November 2007 aufgeben musste, übernahm Okada seine Aufgabe und führte Japan zur Fußball-Weltmeisterschaft 2010. Zwei Monate nach der WM trat er als Trainer zurück. Am 14. Dezember 2011 unterschrieb Okada einen Vertrag als Trainer beim Chinese Super League club Hangzhou Nabel Greentown.

## Titel und Erfolge
als Spieler
- Japanischer Meister 1986
- Asienpokalsieger der Landesmeister 1986

als Trainer
- J. League Meisterschaft 2003 und 2004

## Auszeichnungen
- J. League Manager of the Year 2003 und 2004
- Trainer des Jahres der AFC 2010